# TeleTrade
TeleTrade Group es un broker en línea basado en Chipre y que proporciona acceso al mercado internacional de cambios. Los instrumentos financieros incluyen Forex y CFD en acciones, metales y futuros. La Compañía proporciona la ejecución de transacciones desde las plataformas de comercio en línea MetaTrader 4, MetaTrader 4 MultiTerminal y MetaTrader 5. 
Además de la prestación de servicios de negociación, la compañía provee también acciones de formación para traders con herramientas de investigación de mercado, así como las perspectivas diarias y análisis de los mercados financieros, Webinars y Masterclasses.

## Historia
Grupo TeleTRADE de empresas fue fundada en 1994 en Rusia.
La empresa puso una serie de oficinas y estableció TeleTRADE Europa (TeleTRADE-DJ International Consulting Ltd) en 2012, como una sociedad de inversión de Chipre (CIF).TeleTRADE-DJ International Consulting Ltd está autorizada y regulada por la Comisión de Bolsa y Valores de Chipre (CySEC) y opera en cumplimiento de la Directiva de Mercados de Instrumentos Financieros (MiFID).
También es miembro de la Bolsa de Varsovia.
Grupo TeleTRADE cuenta con 200 oficinas en 30 países, pero su objetivo principal es Rusia y Europa.